# Víg János
Víg János, Wilhelm (1907. október 13. – 1949) válogatott labdarúgó, fedezet. 1930-as Bajnokok Tornája győztes Újpest tagja volt. A sportsajtóban Víg II néven volt ismert.

## Pályafutása

### Klubcsapatban
A hat Wilhelm fivér közül a második, János, sokoldalú, jó labdarúgó volt. Fedezetként és csatárként egyaránt az élvonalba tartozott. Mozgékony, gyors, szívós játékosnak bizonyult. Ügyesen helyezkedett és szerelt, pontosan adogatott. Szemfülessége elöl jól érvényesült.
1926 és 1933 között három bajnoki címet, egy közép-európai kupa és egy Bajnokok Tornája győzelmet szerzett az Újpest csapatával.

### A válogatottban
1927 és 1930 között négy alkalommal szerepelt a válogatottban és egy gólt szerzett.

## Sikerei, díjai
- Magyar bajnokság
  - bajnok: 1929–30, 1930–31, 1932–33
  - 2.: 1926–27, 1931–32
  - 3.: 1927–28, 1928–29
- Magyar kupa
  - döntős: 1933
- Közép-európai kupa (KK)
  - győztes: 1929
- Bajnokok Tornája
  - győztes: 1930

## Statisztika

### Mérkőzései a válogatottban
| Magyarország | Magyarország         | Magyarország              | Magyarország  | Magyarország | Magyarország | Magyarország | Magyarország | Magyarország |
| #            | Dátum                | Helyszín                  | Hazai         | Eredmény     | Vendég       | Kiírás       | Gólok        | Esemény      |
| ------------ | -------------------- | ------------------------- | ------------- | ------------ | ------------ | ------------ | ------------ | ------------ |
| 1.           | 1927. április 10.    | Budapest. Üllői úti pálya | Magyarország  | 3 – 0        | Jugoszlávia  | barátságos   | -            |              |
| 2.           | 1927. szeptember 25. | Zágráb                    | Jugoszlávia   | 5 – 1        | Magyarország | barátságos   | 1            | 32' 86'      |
| 3.           | 1930. május 1.       | Prága                     | Csehszlovákia | 1 – 1        | Magyarország | barátságos   | -            |              |
| 4.           | 1930. május 11.      | Budapest, Üllői úti pálya | Magyarország  | 0 – 5        | Olaszország  | Európa-kupa  | -            |              |
|              | Összesen             |                           |               | 4            | mérkőzés     |              | 1            | gól          |